# Lupta de la Pașcani (1918)
Lupta de la Pașcani s-a desfășurat în perioada 12/25 ianuarie-15/28 ianuarie 1918 și a avut ca rezultat dezarmarea trupelor ruse aflate în retragere, din flancul nordic al Frontului român. În luptă au fost angajate forțele Diviziei 7 Infanterie române și forțele  Corpului 2 Armată rus.

## Contextul operativ strategic
Dezagregarea armatei ruse după Revoluția din Octombrie 1917 a determinat părăsirea Frontului român de aproape totalitatea marilor unități ale fostei armate țariste, care au început o mișcare dezorganizată de întoarcere pe teritoriul rusesc.
 „Toate drumurile Moldovei erau acum pline de cete de soldați, fugari de pe front, frânturi de unități fără șefi, sau cu șefi aleși dintre ofițeri inferiori ori dintre soldați, ducând cu ei arme, tunuri, cai, vehicule și fondurile statului. Unii luau cu asalt trenurile, grămădindu-se unii peste alții pe acoperișurile vagoanelor, pe scări, pe tampoane, devastând gările si vagoanele, amenințând cu armele pe mașiniști și pe funcționari. Alții mergeau în coloane mai mari sau mai mici pe șosele, dedându-se la tot felul de neorânduieli și excese, și vânzând în alte sate produsul prădăciunilor făcute aiurea. Pentru a-și ușura drumul și a câștiga bani, începură să vândă mai pe nimic efectele militare, arme, cai și chiar tunurile! Moldova cunoscu astfel o nouă calamitate, aceea a retragerii unei armate dezorganizate.” :p. 204 
În fața acestei situații, Marele Cartier General român a dispus o serie de măsuri care vizau: ocuparea sectoarelor de front părăsite de trupele ruse de către trupe române, împărțirea teritoriului Moldovei în zone militare aflate în responsabilitatea unor mari unități române și instituirea unor puncte de control și îndrumarea a circulației, pentru dezarmarea trupelor ruse și asigurarea deplasării acestora către graniță, în mod organizat.:p. 366:p. 204

## Forțe participante

### Forțe române
Forțele române erau reprezentate în principal de trupe din Divizia 7 Infanterie ( Regimentul  16 Infanterie și  Brigada 7 Artilerie), precum și  Regimentul 2 Grăniceri.:p. 366

### Forțe ruse
Forțele ruse erau reprezentate de unități ale  Corpului 2 Armată (Diviziile 26 și 84 Infanterie). :p. 210

## Comandanți

### Comandanți români
Comandant al Diviziei 7 Infanterie - General de brigadă Constantin Scărișoreanu 

Comandant al Brigăzii 14 Infanterie - Colonel Dumitru Colori 

Comandant al Brigăzii 7 Artilerie - Colonel Constantin Tulea 

Comandant al Regimentului 16 Infanterie - Locotenent-colonel Cezar Mihail 

Comandant al Regimentului 2 Grăniceri - Locotenent-colonel Dumitru Rădulescu

### Comandanți ruși
Comandant al Corpului 2 Armată - General Vasili Egorovici Flug

## Desfășurarea acțiunilor militare
După părăsirea frontului, trupele ruse s-au îndreptat spre aliniamentul Roman- Pașcani, supravegheat de forțe aparținând Diviziei 7 Infanterie, care aveau misiunea de a dezarma trupele ruse în debandadă și a le direcționa spre nordul Basarabiei, împiedicându-le totodată să se îndrepte spre Iași. Forțele ruse aparținând Corpului 2 Armată (Diviziile 26 și 84 Infanterie) aveau intenția de a forța trecerea pe la Pașcani pentru a se uni cu trupele Corpului 18 Armată plecate de pe frontul din Bucovina, în scopul de a executa o acțiune concertată spre Iași și Basarabia. :p. 210
În fața acestora se afla Regimentul 16 Infanterie, având Batalionul I la Miroslăvești, Batalionul II la Brătești și Batalionul III în rezervă. Regimentul organizase avanposturi pe principalele căi de comunicații: la Soci, Moțca, Gâștești și Pașcani.:p. 210
După o serie de ciocniri minore în zilele precedente, la 12/25 ianuarie, o coloană rusească venind de la Cristești s-a apropiat de Soci. Trupele ruse refuză să se supună solicitărilor comandantului român de a se opri, împușcându-l din spate pe maiorul Butnariu, comandantul Batalionului II/R. 16 I și atacând din spate cu focuri de pușcă și de mitraliere Compania 7 a aceluiași regiment. Le iese înainte spre a-i convinge să se supună dispozițiilor comandamentului rus. Incidentul a provocat riposta hotărâtă a trupelor române. Bateriile Brigăzii 7 Artilerie execută un foc precis împrăștiind trupele ruse din marginea de sud-est a satului Soci care fug în debandadă. Regimentul 16 Infanterie declanșează un atac general. Batalionul I a ocupat satele Soci și Boureni, iar Batalionul II a ocupat satul Sodomeni, unde erau retranșate trupele ruse, care s-au predat cu un bogat material de război.:pp. 210-211

## Rezultate și urmări
Forțele ruse s-au retras în debandadă spre nord, în direcția Drăgușeni, Ciumulești, Fălticeni. Trupele române dezarmează succesiv Regimentul 104 Infanterie cu cinci mitraliere și Regimentele 335 și 336 Infanterie ruse. Divizia 26 Infanterie rusă s-a predat în întregime la Timișești, depunând armele și fiind îndrumată spre nordul Basarabiei, pe itinerarul stabilit de comandamentul român.:p. 211